# Dirrty
«Dirrty» (en español Sucia) es una canción de géneros pop y rap, escrita por la cantante estadounidense Christina Aguilera, el rapero Redman y el compositor Rockwilder, para el segundo álbum de estudio de la primera, titulado Stripped. Existe una segunda parte del tema que lleva por título «Still Dirrty» (en español: Todavía Sucia) incluida en el tercer trabajo discográfico de Aguilera, Back To Basics (2006).
Aunque hoy en día es muy normal ver a las cantantes pop con este estilo de música y vídeos, cuando salió "Dirrty", Christina Aguilera alboroto al mundo entero por su nuevo estilo sucio y atrevido — ya que era algo nuevo y novedoso para una cantante pop — y la canción a pesar de ser un clásico de Aguilera recibió críticas malas en su comienzo, argumentando "no es una canción... Además, el rango vocal de Aguilera es demasiado estrecho", también la llamaron "desesperada y chillona", señalando que era un mero intento de recuperar credibilidad y le dio la calificación -D (es decir, la más baja). Por otra parte, algunas cantantes como Shakira y Jessica Simpson comentaron que Aguilera había ido demasiado lejos con una canción y vídeo musical de este estilo.
Fue elegida como primer sencillo del álbum porque su compañía discográfica, RCA, quería atraer la atención del público con la nueva imagen de Aguilera. Por otra parte, la canción llamó la atención de todos desde el título de la canción hasta el vídeo musical; primero el título "Dirrty", acorde con las reglas gramaticales del idioma inglés está mal escrito ya que se escribe correctamente "Dirty" y no "Dirrty" con doble R y es que Christina decidió titularla así porque quería que el público lo identificara fácilmente con el vídeo musical agregándole una R más para que sonara Grrr...; en cuanto a su vídeo musical una fuerte polémica, pues en él se incluían imágenes sexuales con Aguilera y referencias al fetichismo, sadomasoquismo y alusiones a la macrofilia. Varios críticos y cantantes centraron su atención en él, recibiendo así más comentarios que la misma canción, muchos se impactaron con el cambio radical de Christina, de la chica adolescente, romántica y rubia a una mujer sucia, bronceada con mechas color negro y pírsines.
Su lanzamiento como sencillo fue moderado en los Estados Unidos, donde sólo alcanzó el número cuarenta y ocho de la lista oficial de la revista Billboard Hot 100. Sin embargo fue un éxito en Europa, llegando al primer puesto de Reino Unido e Irlanda. Alcanzó el top cinco en países como Canadá, Alemania, Austria, Bélgica, Dinamarca, Países Bajos, España, entre otros países. Recibió certificación de disco de platino en Estados Unidos, Australia, Noruega, Suecia y Europa. Y certificación de disco de oro en Dinamarca, Países Bajos y Suiza por las altas ventas de dichos países. Por otro lado, «Dirrty» recibió una nominación en la categoría de Mejor Colaboración Vocal Pop en la 45.ª edición de los Premios Grammy.

## Antecedentes y producción
Aguilera trabajó con Rockwilder en la canción "Lady Marmalade" de 2001. Después de comenzar con la producción de Stripped, comentó que necesitaba ayuda en la producción de una canción "Bajonera y sucia" que anunciaría su regreso y su nueva imagen. Propuso usar la canción "Let's Get Dirty (I Can't Get In Da Club)" del rapero Redman, un sencillo de 2001, que sirvió para hacer las bases de "Dirrty".
La productora Linda Perry trabajó en el álbum de Aguilera en la canción "Beautiful". Declaró que le había recomendado a la cantante que este fuera el primer sencillo de Stripped, pero Aguilera insistió en que tenía que ser "Dirrty". La decisión la tomó RCA Records, quienes concluyeron que Dirrty es apto y era el que había propuesto la cantante, según ellos, para atraer toda la atención al álbum.

## Estructura

### Estructura musical

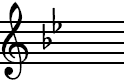
"Dirrty" está compuesta en la tonalidad de sol menor.

"Dirrty" es una canción rap compuesta en la tonalidad de sol menor. Los versos en el estribillo y en la interpretación de Redman manejan un par de octavas de si♭5. La primera intervención vocal está a cargo del rapero, seguida por gran parte de interpretación por Aguilera. Los instrumentos que sobresalen en su melodía son el bajo, el sintetizador y el teclado electrónico. El tema usa una amplia gama de mezclas en ingeniería de sonidos.

### Título y contenido lírico
El título, acorde con las reglas gramaticales del idioma inglés, está mal escrito porque repite la letra "r" y la palabra normal es dirty, que quiere decir "sucia". Christina Aguilera decidió titularla así porque quería que el público lo identificara fácilmente con el video musical, comentando:

Me apetecía poner dos "R" para que sonara "Grrr".... Atrevido... y Underground, Algo ilegal donde pasarán cosas.
Christina Aguilera.

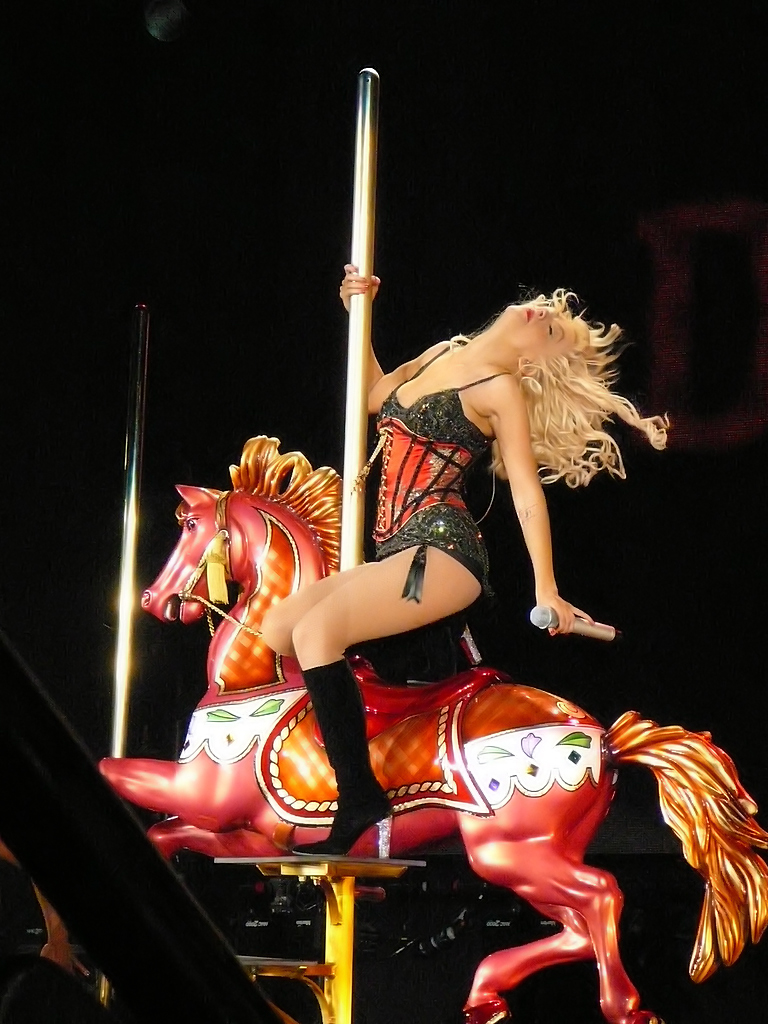
Aguilera interpretando Dirrty en su gira Back To Basics Tour.

La letra de la canción se caracteriza por su contenido sexual. Comienza con una interpretación de Redman en la que se dirige a Aguilera obscenamente, diciéndole "sucia", "inmunda" y "asquerosa", a lo que la artista va respondiendo en cada caso "sí" y finalmente el rapero le dice que, "si no eres sucia no podrás divertirte en esta fiesta". Luego de la introducción de Redman, la cantante interviene, realizando una segunda introducción, pidiendo que haya movimiento por parte de "damas y caballeros" y que alguien haga sonar la alarma para que ella comience a "pegar codazos", recurriendo a una figura del kick boxing. De este modo, Aguilera crea una relación entre las fiestas, el sexo y la lucha.
En los siguientes cuatro versos, antes del estribillo, se establece un teorema hacia la excitación sexual que va siendo cada vez más explícita. Primero, la cantante dice que está ardiente de deseo comentando que, "estoy con ganas" y "yo y mis chicas vamos a sacudir el lugar". Inmediatamente después dice que quiere ensuciarse, argumentando que desea sudar hasta que la ropa se le caiga y señalando que necesita eso para llegar al clímax.
El siguiente verso describe la fiesta a las seis de la mañana como ruidosa y salvaje, con los chicos y las chicas bailando table dance y rompiendo los vasos. Aguilera menciona que "ya es tiempo de tener algo de acción". La cantante destaca que la temperatura ha subido y que todo va a entrar en erupción, argumentando que "¡vayan a tomar a mis chicas, traigan a sus muchachos!". Menciona frases referentes a su antigua virginidad, que más tarde aclara en la canción "Stripped pt. 2".
La canción da paso al estribillo, donde Aguilera anuncia que quiere ponerse "pendenciera", "descontrolada", "sucia", "traviesa", con "el sudor chorreando por mi cuerpo" y concluye que "ya era tiempo de que yo llegara". En la versión original de inglés, se destacan varias palabras que riman con "dirrty" y que están sincronizadas con los picos rítmicos, ya sea dirty (sucia), rowdy (pandillera), unruly (descontrolada) y naughty (traviesa).
La segunda parte está integrada por versos en el ambiente de la fiesta descontrolada y da paso a frases relacionadas con el acto sexual. En varios de esos, Aguilera advierte que el calor ha llegado a su punto máximo y que los cuerpos "están calientes". Les pide a las chicas que dejen caer sus vasos para que muevan el culo y agrega que "eso me gusta". El siguiente verso vuelve a mencionar frases referentes al deseo de acabar.
El séptimo y octavo verso trata sobre la fiesta en un descontrol total y alude frases claramente referidas al acto sexual, diciendo que "entrega todo lo que tienes, entrégalo a mí, simplemente acierta al punto". El noveno es el centro de la canción y está dedicado a cómo Christina debe acabar. La canción da paso a una última intervención de Redman, quien habla de su apariencia descuidada y del hecho de que su barrio esté agitado porque Aguilera fue a bailar en él. Sostiene que "en un rap no se negocia". A pesar de ser explícita, la Parental Advisory la entendió como una canción de doble sentido y por eso, no está clasificada con dicha etiqueta.

## Vídeo musical

### Trama

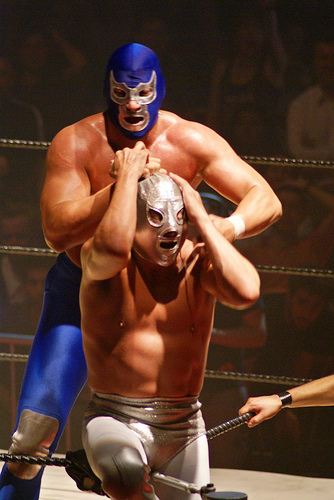
En el vídeo se incluyó máscaras de luchadores de la lucha libre mexicana.

El video musical fue dirigido por el fotógrafo David LaChapelle, quien lo describió como "una orgía post-apocalíptica". Por su parte, la primera escena muestra a Aguilera vestida con bikini y chaparreras, conduciendo una motocicleta. Poco después, la cantante llega a un club nocturno de boxeo y baile hip-hop, descendiendo, en una jaula, a un cuadrilátero del deporte. En él comienza a hacer coreografías con bailarinas. La coreografía fue hecha por Jeri Slaughter.
Una mujer con máscara de la lucha libre mexicana sube al cuadrilátero y boxea con Aguilera pero termina siendo derrotada por esta última que toma alcohol y escupe. El vídeo usa flashbacks, los cuales muestran a la artista y a varias bailarinas encima de tarimas. En estas escenas, Aguilera empieza a hacer twerking y un baile striptease que concluye mostrando la parte superior del calzón rojo, incitando al sexo con sus movimientos. Cuando interviene Redman, aparece recorriendo un pasillo, en donde se encuentran luchadores con máscaras, un perro bóxer, transexuales, gente disfrazada de animales furry, sadomasoquismo, contorsionistas y fisiculturistas. La siguiente escena muestra a Aguilera y varias bailarinas haciendo coreografías en un baño, mojadas y aludiendo a la coprofilia y a la técnica de lluvia dorada. El video concluye con un baile insinuante de Aguilera sobre Redman con los espectadores del club.
El vídeo musical se hace un pequeño homenaje a la cultura mexicana con la lucha libre mexicana, usando las típicas máscaras de luchadores de México. Christina Aguilera había comentado que esa idea no estaba al principio pero que lograron incluirla en el vídeo para que así los luchadores tuvieran su propia identidad.

### Posiciones
El video debutó en MTV después del documental Making the Video en su emisión ofrecida a la grabación de él. Poco después entró a la posición seis del programa Total Request Live del mismo canal. Permaneció cuarenta y cuatro días en el conteo, donde más de la mitad estuvo en los diez más vistos. En la ceremonia de MTV Video Music Awards de 2003 fue nominado por "Mejor video femenino", "Mejor video dance", "Mejor video pop" y "Mejor coreografía". Por otra parte, en el canal musical de Canadá, MuchMusic, permaneció más de siete semanas y alcanzó el número once. En 2009, en una encuesta realizada por internet por la columna musical COntact Music, el video de "Dirrty" fue elegido como el más sexy de la historia.

### Recibimiento

Actualmente el vídeo musical de «Dirrty» se encuentra restringido solo para usuarios mayores de edad en el sitio VEVO en YouTube.

Su lanzamiento generó gran controversia y presentó la nueva imagen pública de Aguilera. La primera en criticar el video fue la compositora Linda Perry, comentándole a Aguilera: "¿Estás drogada?. El video es molesto. ¿Por qué lo hiciste?". Dos semanas después del estreno mundial, la actriz Sarah Michelle Gellar se burló del video en el programa Saturday Night Live, diciendo (interpretando a Aguilera): "Cuando la gente vea este video van a dejar de pensar en mí como una zorra rubia chicletera de la industria musical y comenzarán a pensar en que soy una verdadera zorra". Tiempo después, Aguilera comentó que, sin importar lo que pasara, "amo a Dirrty".
En Tailandia se generaron varias protestas porque en el video aparecían letreros en idioma tailandés que decían "turismo sexual de Tailandia" y "chicas menores de edad". El director del video, LaChapelle, señaló que dichos carteles habían sido elegidos por decoradores y que él ignoraba su contenido porque desconocía el idioma. Al respecto, la compañía discográfica RCA Records desautorizó su reproducción en los medios de entretenimiento del país.

La nueva imagen de Aguilera fue rechazada por los críticos. La revista Entertainment Weekly la describió como "la mujer reptil más estrujadora del mundo". The Village Voice señaló que era una imagen "sexo-morfa" exótica inspirada en la serie de películas Alien. Varias artistas, como Shakira y Jessica Simpson, la desaprobaron, señalando que "es un paso demasiado lejos". La revista Time comentó que "parecía que había llegado al escenario... Directa desde una convención intergaláctica de putas", añadiendo que "se ganó una 'R' extra" (en Estados Unidos, la R califica contenidos no aptos para menores). En respuesta a varias críticas, Aguilera comentó que "me gusta jugar y experimentar, ser tan mansa o extravagante como me sienta", añadiendo que:

Cuando eres abierto y audaz, artísticamente hablando, en música y videos, automáticamente un montón de personas se sienten amenazadas por ti, especialmente en el centro de Estados Unidos. Bien, pude haber sido la chica que muestra el culo en el video, pero si miras cuidadosamente, también soy vanguardista. No soy sólo una chica blandengue en un video de rap; estoy en la posición del poder, con un completo dominio de todo y todos alrededor de mí. Entregarse al máximo de esa manera es, para mí, la medida de un verdadero artista.
Christina Aguilera.

## Recepción

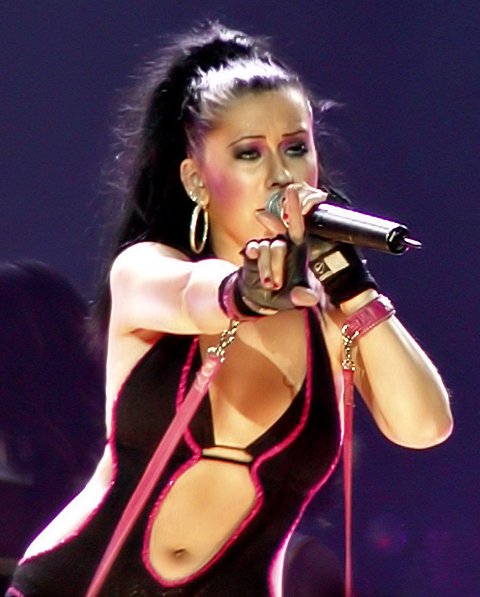
Gracias al álbum Stripped y su cambio de imagen, Aguilera fue fuertemente criticada en Estados Unidos, donde la relacionaron con la canción y le colocaron el sobrenombre de "la chica sucia".

### Recepción crítica
"Dirrty" recibió críticas mayoritariamente negativas. La página musical Allmusic dijo que "no es una canción... Además, el rango vocal de Aguilera es demasiado estrecho". La revista Entertainment Weekly la llamó como "desesperada y chillona", señalando que era un mero intento de recuperar credibilidad y le dio la calificación D- (es decir, la más baja). Por el contrario, Entertainment Weekly la nombró como una de las canciones en donde Aguilera muestra que su voz es "poderosa".
El diario The Guardian la describió como "majestuosamente asquerosa". La revista Slant Magazine comentó que "es una canción de satisfacción inmediata". La revista Stylus Magazine la eligió como el mejor sencillo de 2002, enfatizando que usa bien los bajos y los ecos de las voces principales.

### Posiciones e impacto
El sencillo obtuvo un buen rendimiento en los países de Europa. En Reino Unido alcanzó el primer puesto desde su debut, permaneciendo dos semanas en él. En Irlanda llegó al mismo lugar, aunque tres semanas después de haber entrado al listado. En Suecia alcanzó la sexta posición y permaneció dieciocho semanas en la lista. En Países Bajos debutó en el puesto treinta y dos y brevemente alcanzó el segundo puesto, permaneciendo quince semanas en la lista. En Noruega llegó hasta la posición tercera y estuvo una semana en esta; abandonó la lista después de haber concluido dieciséis semanas. En España entró a la tercera posición y fue la máxima alcanzada, permaneciendo dos semanas consecutivas en ella y saliendo del listado al cumplir cuarenta y dos días en él. En la lista general de Europa debutó en la undécima posición y llegó hasta la tercera, donde se mantuvo tres semanas consecutivas. La empresa IFPI le otorgó el reconocimiento de platino en toda Europa.
"Dirrty" mantuvo un rendimiento similar en los países de Oceanía. En Australia llegó al quinto puesto y estuvo tres semanas consecutivas en él. Fue certificada por la empresa ARIA como platino en el año 2002, mientras que en Nueva Zelanda permaneció doce semanas en todo el repertorio y alcanzó la posición veinte.
La canción obtuvo un rendimiento pobre en Estados Unidos, donde sólo llegó al puesto cuarenta y ocho. Fue moderadamente exitosa en las listas de popularidad temáticas, alcanzando la posición catorce de Top 40 Mainstream, la veintidós de Top 40 Tracks y la veinte en Rhythmic Top 40. "Dirrty" fue nominada a un Premio Grammy en la categoría de "Mejor colaboración pop", perdiendo frente a "The Game of Love" de Santana y Michelle Branch.

## Legado

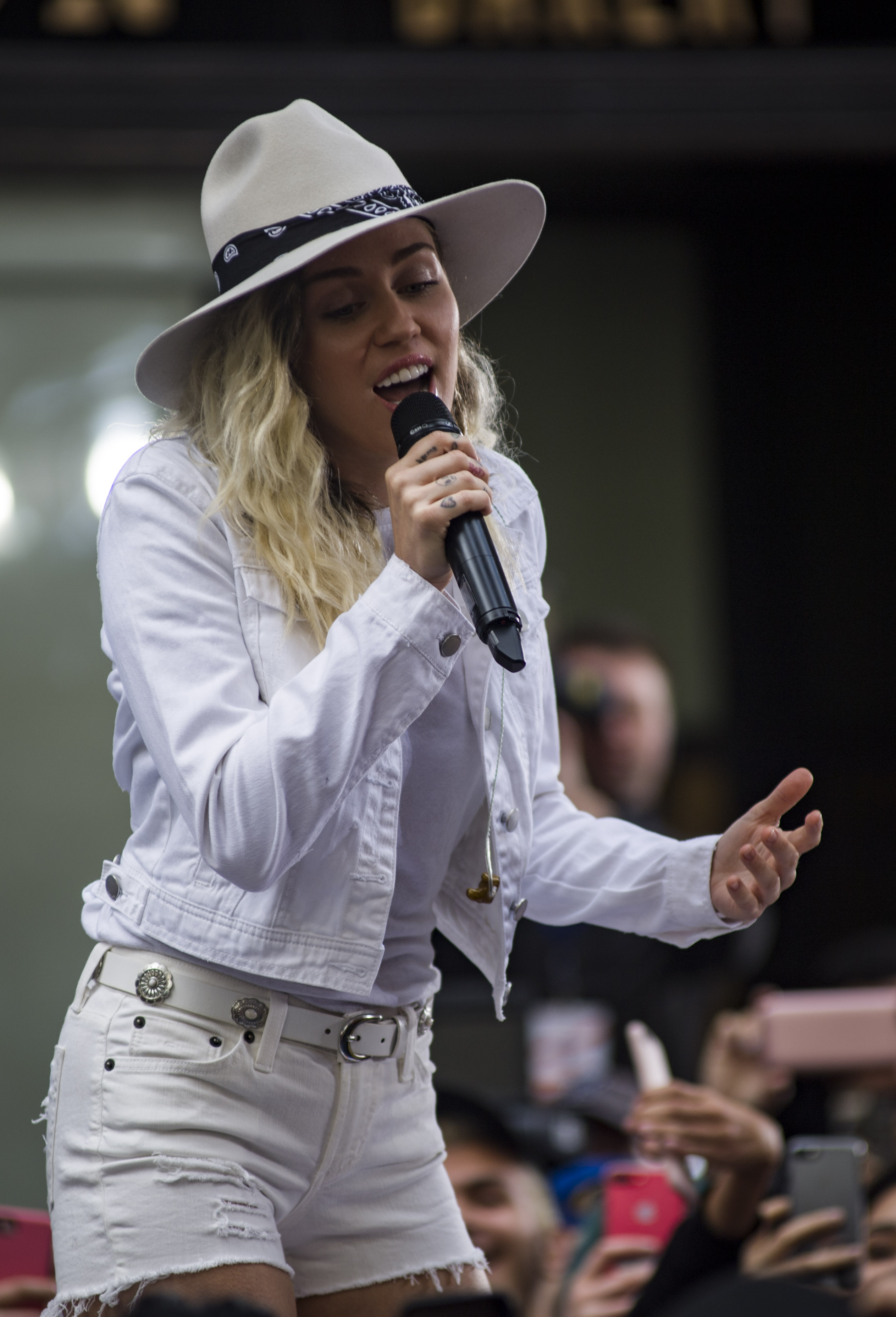
El vídeo musical de "Dirrty" fue inspiración para Miley Cyrus en el vídeo de "We Can't Stop" (2013).

"Dirrty" ha tenido el honor de ser uno de los vídeos musicales más sexy por los medios de comunicación en toda la historia. El programa de MTV, TRL, finales del 2008 es nombrado el vídeo como el cuarto más grande de la generación MTV y admitido en "Salón de la Fama de TRL". MTV después lo clasificó como el vídeo musical más sexy de todos los tiempos. Del mismo modo, a finales de 2004, el vídeo fue votado como el "vídeo musical más sexy de todos los tiempos" por más de un cuarto de millón de lectores en una encuesta de la revista corrió en todo el mundo. El vídeo también fue parte Heavy y Fuse en las listas de los vídeos musicales más sexys. Slant Magazine también nombró el vídeo uno de "Los 100 vídeos musicales de todos los tiempos", que viene en 100. En 2012, el periódico The Sun nombró a "Dirrty" como el vídeo musical más sexy pop de todos los tiempos. En 2013, el VH1 en una lista de "Los 25 videoclips más escandalosamente sexy de todos los tiempos", clasificado en el número dos, por lo que es la artista femenina (Aguilera) con el vídeo musical de mayor índice de audiencia en la lista.
El vídeo musical de "Dirrty" se ha acreditado como el origen del movimiento de la danza ahora conocido como el slutdrop, inventado por Christina Aguilera. Más tarde, el movimiento de la danza ganó popularidad entre los artistas contemporáneos, incluyendo The Pussycat Dolls y Beyoncé. El clip también fue acreditado como una influencia para Miley Cyrus en su vídeo musical "We Can't Stop" de 2013.

## Interpretaciones en vivo

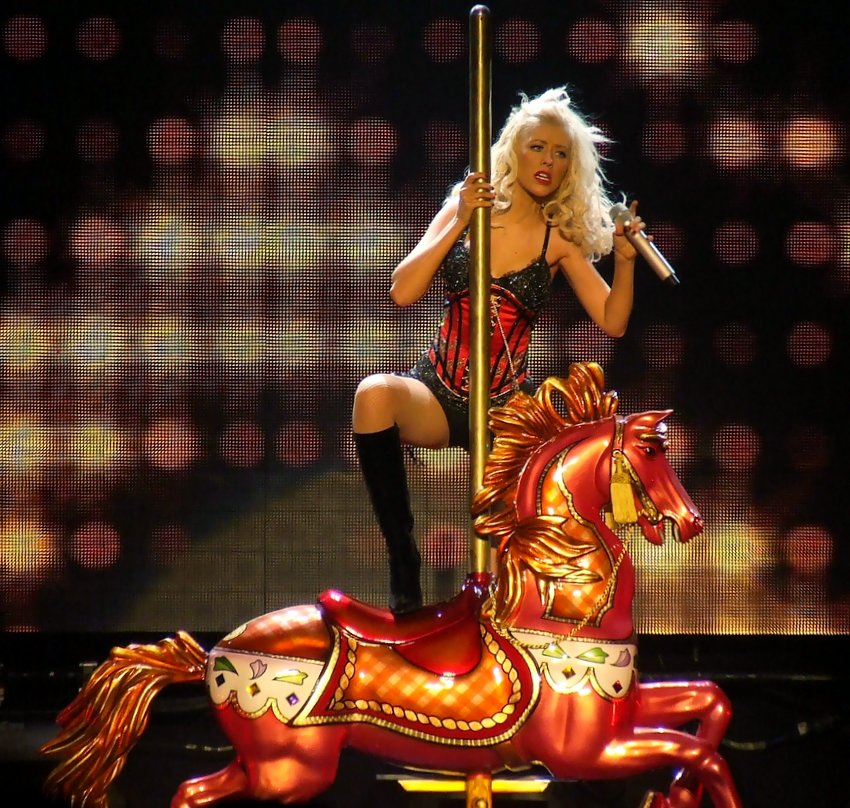
Christina Aguilera interpretando "Dirrty" en el Point Theatre de Dublin, Irlanda

En noviembre de 2002, Aguilera interpretó la canción en los MTV Europe Music Awards 2002 en Barcelona, España, la recreación del ambiente fue del vídeo musical, transformando el escenario como un ring de boxeo, mientras que entra en el escenario en una motocicleta y el uso de chaparreras sin trasero durante la actuación. También se llevó a cabo en el programa de televisión británico Top of the Pops el mismo año. Ella se interpretó la canción en los MTV Video Music Awards 2003, en agosto de 2003 (misma ceremonia donde se besó con la cantante Madonna), en un medley con "Fighter", junto con el guitarrista Dave Navarro. También se incluyó como la canción de apertura de su Justified and Stripped Tour realizada en 2003 y su extensión, Stripped Live in the UK, el mismo año. Aguilera apareció emergiendo de lo que parecía ser un gimnasio de la selva industrial para cantar la canción, que llevaba el torso-descubrimiento traje negro y pelo negro. La actuación fue incluida más tarde en el lanzamiento del DVD Stripped Live in the UK (2004).
La canción fue interpretada de nuevo en su gira de 2006-07 Back to Basics Tour. Como parte del segmento de Circo (segunda parte del acto), que interpretó la canción a lomos de un pony carrusel. Durante el concierto, la canción también incluye elementos de dos composiciones: "Cell Block Tango" del musical de Broadway Chicago, y la marcha clásica "Entrance of the Gladiators" de Julius Fučík. Ben Walsh de The Independent destacó la actuación de "Dirrty", comentando que "la mejor canción por una milla, fue agradable". Sin embargo, The Observer de Kitty Empire llamaron "blushery". La actuación fue más tarde incluido en el lanzamiento del DVD Back to Basics: Live and Down Under (2008). En 2010, Aguilera nuevamente interpretó la canción en un medley con "Intro Stripped" como parte de su edición de VH1 Storytellers en promoción de su álbum Bionic (2010).
La canción fue versionada en la telenovela/serie argentina Patito Feo por Brenda Asnicar quien interpreta al personaje de Antonella del grupo de "Las Divinas", interpretó la canción durante la fiesta de Halloween.

## Formatos y lista de canciones
| 12" de disco vinilo en Estados Unidos |                                |          |  |
| N.º                                   | Título                         | Duración |  |
| 1.                                    | «Dirrty»                       | 4:58     |  |
| 2.                                    | «Dirrty» (sin edición del rap) | 4:01     |  |
| 3.                                    | «Dirrty» (instrumental)        | 3:58     |  |

| 12" de disco maxisencillo en Estados Unidos y Europa |                                |          |  |
| N.º                                                  | Título                         | Duración |  |
| 1.                                                   | «Dirrty» (versión extendida)   | 5:58     |  |
| 2.                                                   | «Dirrty» (sin edición del rap) | 4:01     |  |
| 3.                                                   | «I Will Be»                    | 4:12     |  |
| 4.                                                   | «Dirrty» (Video musical)       | 4:49     |  |

| Disco maxisencillo en Estados Unidos |                                |          |  |
| N.º                                  | Título                         | Duración |  |
| 1.                                   | «Dirrty»                       | 5:00     |  |
| 2.                                   | «Dirrty» (sin edición del rap) | 4:01     |  |
| 3.                                   | «Dirrty» (introducción de rap) | 4:35     |  |

## Créditos y personal
- Voces principales: Christina Aguilera y Redman.
- Producción: Rockwilder y Christina Aguilera.
- Ingeniería de audio: Oscar Ramírez y Wassim Zreik.
- Ingeniería de mezcla: Dave "Hard Drive" Pensado.
- Asistente de ingeniería de mezcla: Ethan Willoughby.

## Posicionamiento en listas y certificaciones
| Listas (2002-03)                       | Mejor posición |
| -------------------------------------- | -------------- |
| Alemania (Media Control AG)            | 4              |
| Australia (ARIA)                       | 4              |
| Austria (Ö3 Austria Top 40)            | 5              |
| Bélgica (Flandes) (Ultratop 50)        | 4              |
| Bélgica (Valonia) (Ultratop 50)        | 8              |
| Canadá (Nielsen SoundScan)             | 5              |
| Dinamarca (Tracklisten)                | 4              |
| Escocia (Scottish Singles Sales Chart) | 1              |
| España (Top 100 Canciones)             | 3              |
| Estados Unidos (Billboard Hot 100)     | 48             |
| Estados Unidos (Mainstream Top 40)     | 14             |
| Estados Unidos (Rhythmic)              | 20             |
| Eurochart Hot 100                      | 3              |
| Finlandia (OFC)                        | 20             |
| Francia (SNEP)                         | 98             |
| Grecia (IFPI)                          | 24             |
| Hungría (Single Top 40)                | 5              |
| Irlanda (IRMA)                         | 1              |
| Italia (FIMI)                          | 8              |
| Noruega (VG-lista)                     | 3              |
| Nueva Zelanda (Recorded Music NZ)      | 20             |
| Países Bajos (Dutch Top 40)            | 2              |
| Reino Unido (UK Singles Chart)         | 1              |
| Reino Unido (UK R&B Chart)             | 1              |
| Suecia (Sverigetopplistan)             | 6              |
| Suiza (Schweizer Hitparade)            | 3              |

| País         | Listas (2002)              | Posición |
| ------------ | -------------------------- | -------- |
| Alemania     | Offizielle Deutsche Charts | 43       |
| Australia    | ARIA                       | 36       |
| Austria      | Ö3 Austria Top 40          | 65       |
| Bélgica      | Ultratip flamenca          | 33       |
| Bélgica      | Ultratip valona            | 53       |
| Canadá       | Nielsen SoundScan          | 15       |
| Europa       | Eurochart Hot 100          | 50       |
| Irlanda      | IRMA                       | 19       |
| Italia       | FIMI                       | 32       |
| Países Bajos | Nederlandse Top 40         | 45       |
| Reino Unido  | Official Charts Company    | 30       |
| Suecia       | Sverigetopplistan          | 97       |
| Suiza        | Schweizer Hitparade        | 22       |

| País         | Listas (2003)       | Posición |
| ------------ | ------------------- | -------- |
| Austria      | Ö3 Austria Top 40   | 58       |
| Países Bajos | Mega Single Top 100 | 53       |

### Certificaciones
| País           | Organismo certificador | Certificación | Ventas  | Ref.    |
| -------------- | ---------------------- | ------------- | ------- | ------- |
| Alemania       | BVMI                   | Oro           | 250 000 | [ 100 ] |
| Australia      | ARIA                   | Platino       | 70 000  | [ 5 ]   |
| Bélgica        | BEA                    | Oro           | 25 000  | [ 101 ] |
| Canadá         | Music Canada           | 2× Platino    | 160 000 | [ 102 ] |
| Dinamarca      | IFPI Dinamarca         | Oro           | 25 000  | [ 103 ] |
| Estados Unidos | RIAA                   | Platino       | 1 000   | [ 4 ]   |
| Noruega        | IFPI Noruega           | Platino       | 10 000  | [ 104 ] |
| Nueva Zelanda  | RMNZ                   | Oro           | 5 000   | [ 105 ] |
| Países Bajos   | NVPI                   | Oro           | 40 000  | [ 106 ] |
| Reino Unido    | BPI                    | Platino       | 800 000 | [ 107 ] |
| Suecia         | GLF                    | Platino       | 30 000  | [ 108 ] |
| Suiza          | IFPI Suiza             | Oro           | 25 000  | [ 109 ] |

### Sucesión en listas
| Predecesor: «Unbreakable» de Westlife | Reino Unido - sencillo número uno 17 de noviembre de 2002 - 30 de noviembre de 2002 | Sucesor: «If You're Not the One» de Daniel Bedingfield |
| Predecesor: «Aserejé» de Las Ketchup  | Irlanda - sencillo número uno 30 de noviembre de 2002 - 7 de diciembre de 2002      | Sucesor: «Lose Yourself» de Eminem                     |